# Cerkiew św. Paraskewy w Tyrawie Wołoskiej
Cerkiew św. Paraskewy w Tyrawie Wołoskiej – nieistniejąca murowana parafialna cerkiew greckokatolicka, znajdująca się w Tyrawie Wołoskiej, w gminie Tyrawa Wołoska, w powiecie sanockim.
Cerkiew została zbudowana w 1900, w miejscu wcześniejszej drewnianej cerkwi. Została zbudowana na planie krzyża greckiego, z centralnie usytuowaną kopułą.
Cerkiew została zburzona po 1948.